# Pitch (jezero)
Pitch (eng. Pitch Lake, špa. Lago de la Brea) se nalazi kod grada La Brea na jugozapadnom dijelu otoka Trinidad, Trinidad i Tobago. Najveća je prirodna asfaltna tvorevina na svijetu. Pretpostavlja se da postoji još od miocena[nedostaje izvor]. Dubina jezera iznosi oko 75 metara.

## Vanjske poveznice
- Trinidad's Pitch Lake, a pictorial by Richard Seaman.
- sciencenews.org article on life in the lake